# Bridge Pass
Bridge Pass är ett bergspass i Antarktis. Det ligger i Östantarktis. Nya Zeeland gör anspråk på området. Bridge Pass ligger 1 200 meter över havet.
Terrängen runt Bridge Pass är kuperad åt nordost, men åt sydväst är den bergig. Trakten är obefolkad. Det finns inga samhällen i närheten. 